# Pablo Muribeca
Pablo Aurino Ramos Araújo (Vitória, 7 de maio de 1991) é um político brasileiro, filiado ao Republicanos. É deputado estadual do Espírito Santo.

## Política
Na eleição municipal de Serra em 2020 concorreu ao cargo de vereador, eleito com 1.536 votos (0,70%).
Já nas eleições de 2022, foi eleito deputado estadual do Espírito Santo com 24.555 votos (1,17% dos votos válidos).

## Desempenho Eleitoral
| Ano  | Eleição                     | Partido      | Cargo             | Votos  | %                 | Resultado  | Ref   |
| ---- | --------------------------- | ------------ | ----------------- | ------ | ----------------- | ---------- | ----- |
| 2020 | Municipal de Serra          | Patriota     | Vereador          | 1.536  | 0,70%             | Eleito     | [ 4 ] |
| 2022 | Estaduais em Espírito Santo | Patriota     | Deputado Estadual | 24.555 | 1,17%             | Eleito     | [ 5 ] |
| 2024 | Municipal de Serra          | Republicanos | Prefeito          | 61.690 | 25,20% (1º Turno) | Não eleito | [ 6 ] |
| 2024 | Municipal de Serra          | Republicanos | Prefeito          | 90.227 | 39,52% (2º Turno) |            | [ 6 ] |